# Computadora corporal

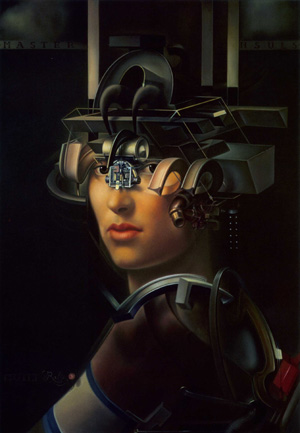
Guilt, de Rallé, c. 1990.

La computadora corporal es un dispositivo electrónico portátil diseñado para interactuar de manera estrecha con la persona que lo usa. Puede ser colocado debajo, junto o sobre la vestimenta del usuario. Este tipo de tecnología, asimilada como un dispositivo corporal, resulta especialmente útil en situaciones que requieren respuestas más complejas que las simples operaciones programadas en el hardware del sistema.
La interacción entre el dispositivo y el usuario es continua, estos dispositivos están equipados con capacidades de multitarea. Además, pueden ser integrados al cuerpo del usuario, actuando como "prótesis" y convirtiéndose en una «extensión natural» de su cuerpo.
Sin embargo, estos dispositivos también se enfrentan a una serie de desafíos comunes relacionados con la computación móvil, la inteligencia ambiental y la comunidad científica de la computación ubicua. Algunos de estos desafíos incluyen la gestión de la energía, la disipación del calor, la arquitectura del software, la conectividad inalámbrica y las redes de área personal.

## Áreas de uso

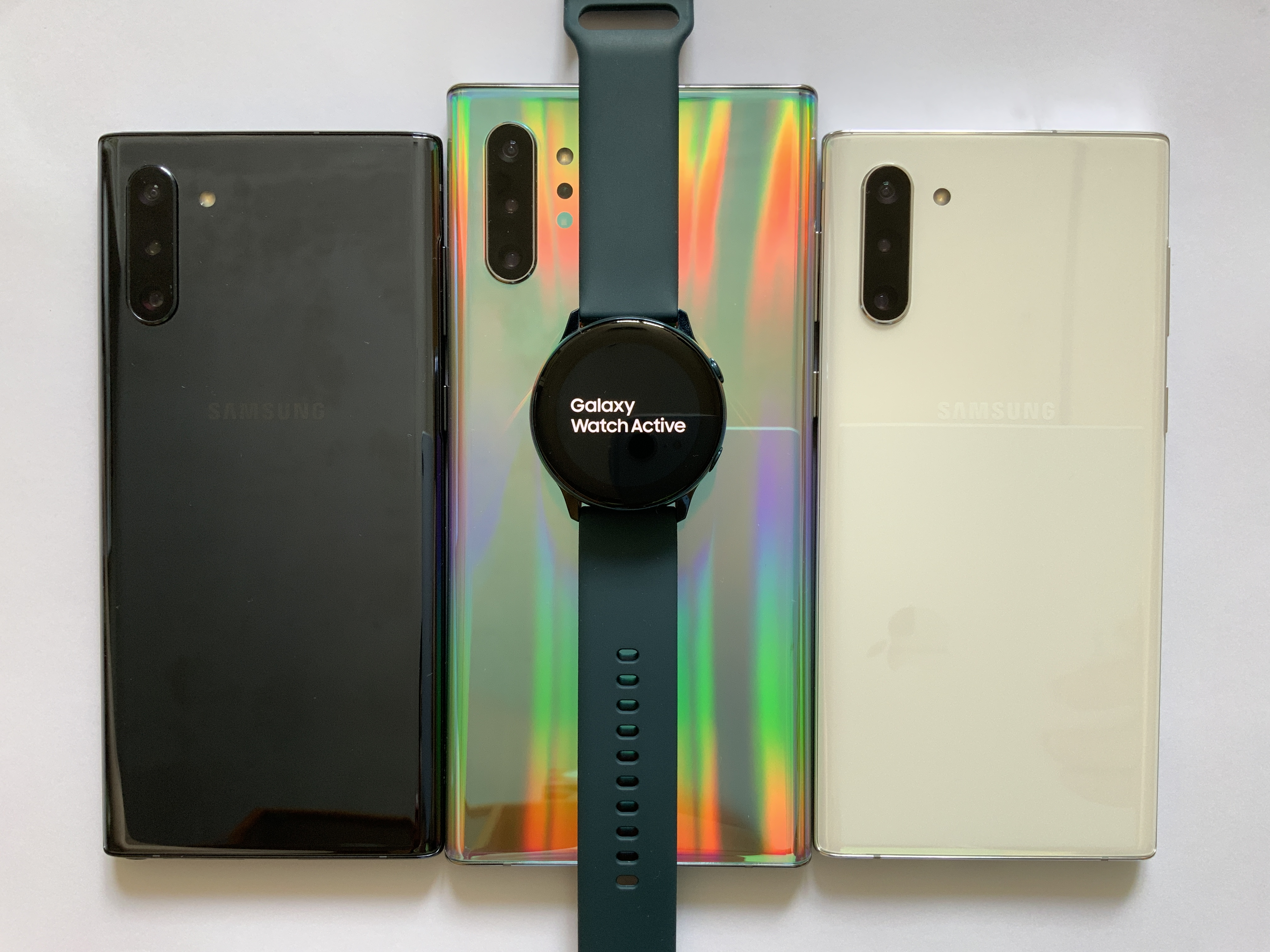
Teléfono inteligente y reloj inteligente

Existen diversidad de áreas de uso, como la piel del usuario, las manos, la voz, los ojos, los brazos, así como el movimiento o atención.
Los artículos de computadora corporal inicialmente fueron desarrollados con diversas características para usos específicos, tales como:
- Integración sensorial. Por ejemplo, ayudar a las personas a ver mejor en tareas específicas como cascos para soldar basados en cámaras[1], o para el uso diario, como "espejuelos de visión" computarizados y comprender el mundo.[2]
- Modelado del comportamiento
- Cuidados de salud (sistemas de monitoreo)
- Gestión del servicio
- Telefonía móvil
- Teléfonos inteligentes
- Tela electrónica
- Diseños de moda

A comienzos del siglo XXI, la "computadora corporal" ya era un tema de investigación cuyas áreas de estudio incluyen el diseño de interfaces de usuario, realidad virtual y reconocimiento de patrones. El uso de estos dispositivos puede ser para aplicaciones específicas, como compensar discapacidades o así como mejorar la vida a los ancianos. La aplicación de las computadoras corporales en el diseño de moda queda ejemplificada en el prototipo de Microsoft del "Vestido Impreso", presentado en el Simposio Internacional de Dispositivos Corporales en junio de 2011.

## Historia

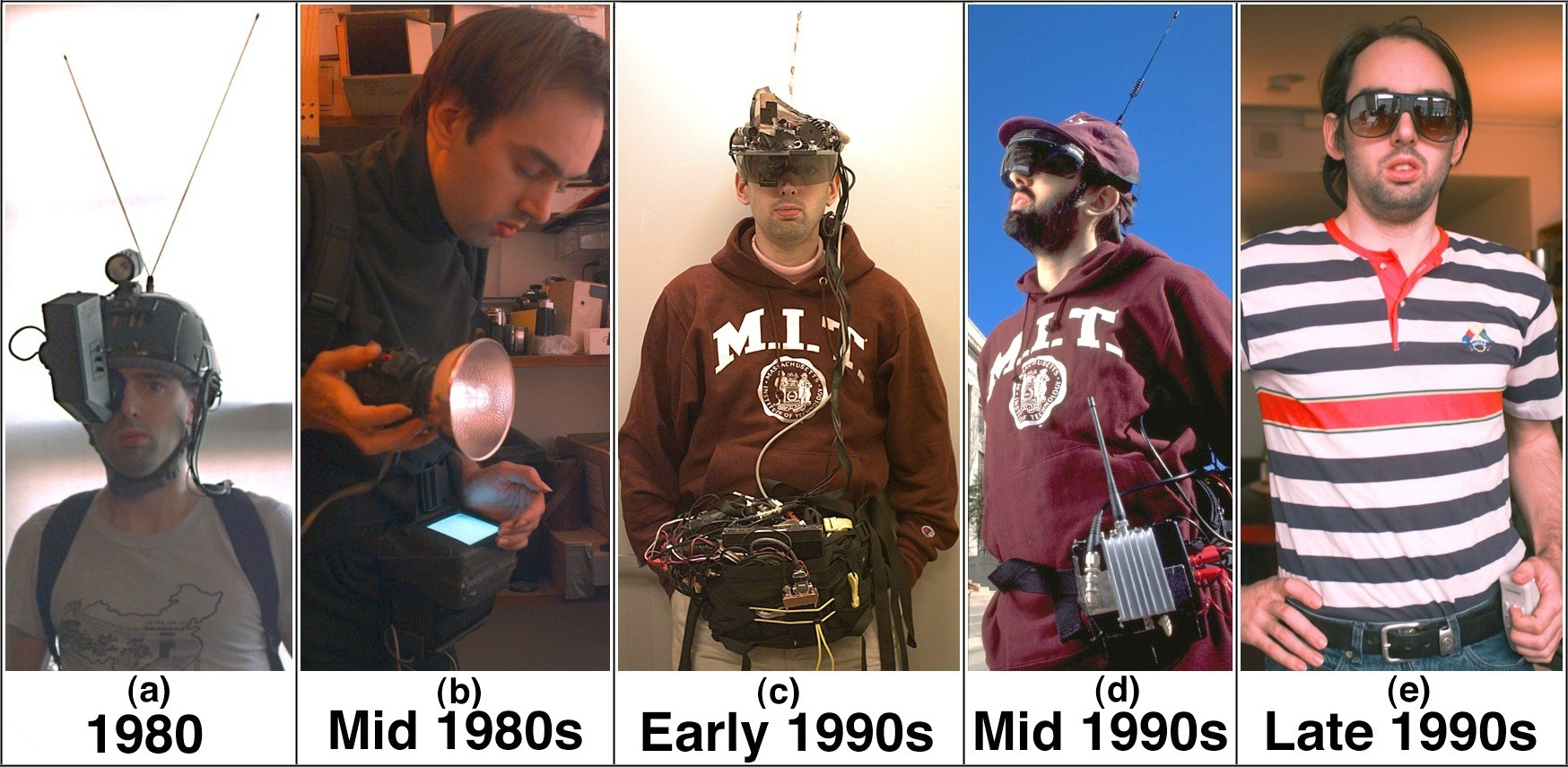
Evolución del "ordenador vestible" según WearComp de Steve Mann, desde sistemas basados en mochila de los 1980 a los sistemas disimulados disponibles en la década del 2010.

Debido a las variadas definiciones de "corporal" y "computadora", la primera computadora corporal puede ser tan antigua como el primer ábaco en un collar de piedras, o el ábaco en un anillo del siglo XVI, el primer reloj de pulsera hecho por Breguet para la reina de Nápoles en 1810, o el dispositivo cronometrado oculto en los zapatos para burlar la ruleta desarrollado por Thorp y Shannon en los años 1960 y 1970.[cita requerida]
Las computadoras corporales fueron inventadas por Steve Mann, a finales de 1970:

Steve Mann, un profesor de la Universidad de Toronto, fue aclamado como el padre de las computadoras corporales y el primer panelista virtual de las International Solid-State Circuits Conference (ISSCC), por el moderador Woodward Yang de la Universidad de Harvard (Cambridge, Massachusetts).
— IEEE ISSCC Feb. 8, 2000

El desarrollo de dispositivos corporales ha dado varios pasos hacia la miniaturización desde una electrónica discreta sobre diseños híbridos hacia diseños completamente integrados, donde un solo procesador, una batería y algunos elementos de interconexión componen toda la unidad.

### 1600
Durante la dinastía Qing se experimentó con un ábaco completamente funcional integrado en un anillo, que podía ser usado mientras se llevaba puesto.

### 1800
El primer reloj corporal fue fabricado por el relojero Breguet para la reina de Nápoles en 1810. Era un pequeño reloj de bolsillo para damas insertado en una pulsera de eslabones.
Girard-Perregaux fabricó relojes de pulsera para la Marina Imperial Alemana después de que un oficial de artillería se quejara sobre los inconvenientes de usar ambas manos para operar un reloj de bolsillo mientras cronometraba sus bombardeos. El oficial había atado un reloj de bolsillo a su muñeca y a su superior le gustó la solución, de ahí que encargara a La Chaux-de-Fonds viajar a Berlín y comenzar la producción de pequeños relojes de bolsillo adjuntos a pulseras.
La temprana aceptación de los relojes de pulsera por los hombres del ejército no fue muy extendida, sin embargo:

Las muñequeras, como se les llamaban, eran reservadas para las mujeres, y consideradas más como una moda pasajera que como una pieza de relojería formal. De hecho, muchos caballeros llegaron a decir con desdeño que “pronto usarían tanto una camisa como un reloj de pulsera”.
 International Watch Magazine

### Décadas de 1960 y 1970
En 1961, los matemáticos Edward O. Thorp, y Claude Shannon construyeron un artefacto computarizado para hacer trampas en el juego de la ruleta. El dispositivo podía ocultarse en un zapato o en una cajetilla de cigarros. Varias versiones de estos artefactos fueron construidos en los años 1960 y 1970. Thorp se refirió a sí mismo como el inventor de la primera "computadora corporal" Quincy. En otra variante, el sistema era una computadora analógica disfrazada de una cajetilla de cigarros, utilizada para predecir el movimiento de la rueda de la ruleta. Un recolector de datos con un microswitch se ocultaba en sus zapatos para indicar la velocidad de la rueda de la ruleta, y la computadora podía indicar las apuestas enviando tonos musicales por radio a un altavoz en miniatura oculto en el oído de un colaborador. Este trabajo se mantuvo en secreto hasta ser mencionado en el libro de Thorp Beat the Dealer en 1966 y luego publicado en detalles en 1969.
En la década de 1970 se incrementó el desarrollo de dispositivos de cronometrado para propósitos específicos, tales como predictores de ruleta con tecnología de nueva generación. En particular, un grupo conocido como Eudaemonic Enterprises usó un microprocesador CMOS 6502 con 5K RAM para crear un zapato computarizado con comunicación inductiva entre el recolector de datos y el jugador.
Otro desarrollo de un sistema corporal fue un chaleco con cámaras para personas con deficiencia en la vista, publicado por C.C. Collins en 1977, que convertía las imágenes en una cuadrícula táctil de 10 pulgadas cuadradas y 1024 puntos en el chaleco. 
En 1977 también se lanzó al mercado el reloj calculadora algebraica HP-01 de Hewlett-Packard.

### Década de 1980
En la década de 1980 aumentó el desarrollo de computadoras corporales de propósito más general que van más allá de la realización de tareas específicas (por ejemplo, reprogramables por el usuario). En 1981 Steve Mann construyó un dispositivo multimedia con texto, gráficos, y capacidad de video (cámaras y otros sistemas fotográficos) basado en un 6502 integrado a una mochila. Mann se hizo conocido por crear en 1994 la webcam inalámbrica portátil.
Aunque no era técnicamente "usable", en 1986 Steve Roberts construye Winnebiko-II, una bicicleta reclinada con una computadora a bordo y teclado con cable. Winnebiko II le permitía escribir mientras estaba montado en la bicicleta.

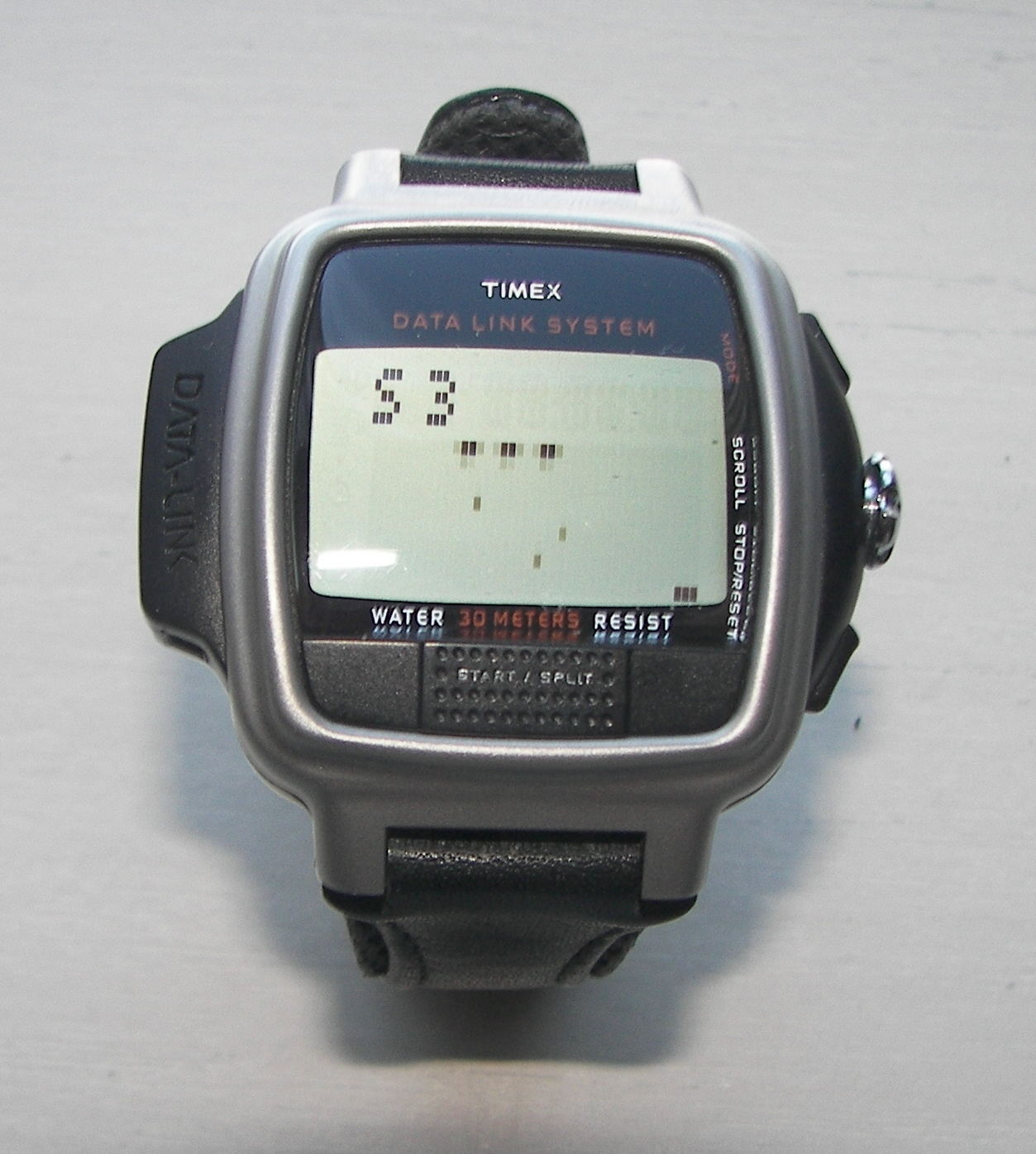
Datalink USB Dress edition con el juego de video Invasión. La corona del reloj (icontrol) se puede desplazar para mover al defensor hacia la derecha o la izquierda y el disparador es el botón en el sector inferior del reloj próximo a las 6.

En 1989 Reflection Technology comercializó Private Eye, una pantalla adosada a la cabeza, que analizaba un conjunto vertical de LEDs a lo largo del campo visual utilizando un espejo vibrante. Esta pantalla dio lugar a la computadora portátil de Gerald "Chip" Maguire, estudiante de IBM/Universidad de Columbia. Hip-PC de Doug Platt y VuMan 1 de Universidad Carnegie Mellon in 1991. La Computadora Portátil para Estudiantes consistía en la Private Eye, Toshiba AIX sin disco (prototipos) y un sistema de entrada basado en lápiz óptico más un teclado virtual; utilizaba enlaces de radio de secuencias directas para proporcionar todos los servicios basados en TCP/IP habituales, incluyendo sistemas de fichero NFS y X11. Todo se ejecutaba en el entorno de Andrew Proyect. La Hip-PC incluía un ordenador de bolsillo usado como un teclado chording adjunto al cinto y una unidad de disquete de 1,44 Megabytes. El sistema debutó en "The Lap and Palmtop Expo" el 16 de abril de 1991. Vuman 1 fue desarrollado como parte de un curso de verano en el Centro de Investigación de Ingeniería de Carnegie Mellon, y estaba destinado a ver planos de casas. La entrada era a través de una unidad de tres botones en el cinturón, y la salida era a través de la tecnología de Private Eye. La CPU era un procesador a 80188MHz con 0,5MB de ROM.

### Década de 1990
En 1993, el Private Eye se utilizó en el dispositivo de Thad Starner, basado en el sistema de Doug Platt y construido a partir de un kit de Park Enterprises, una pantalla de Private Eye cedido por Devon Sean McCullough, y el Twiddler teclado con cable fabricado por Handykey. Este sistema se convirtió en el diseño de la computadora "Tin Lizzy" del MIT, y Starner pasó a ser uno de los fundadores del proyecto de computadoras corporales del MIT. En 1993 también vio la luz el sistema de realidad aumentada conocida como KARMA de la Universidad de Columbia: Knowledge-based Augmented Reality for Maintenance Assistance. Los usuarios podrían usar una pantalla de Private Eye sobre un ojo. KARMA podría superponer esquemas de circuitos e instrucciones de mantenimiento sobre lo que estaba siendo reparado. El sistema usaba sensores adjuntos a objetos del mundo real para determinar su ubicación, y el sistema entero corría desde una computadora de escritorio.
En 1994 Edgar Matias y Mike Ruicci de la Universidad de Toronto, lanzaron un "ordenador de muñeca". El sistema fue construido a partir de un ordenador de bolsillo HP 95LX modificado y un teclado Half-QWERTY de una sola mano. Con el teclado y la pantalla atados a los antebrazos del operario, el texto podría ser introducido juntando las muñecas y escribiendo. Esta tecnología fue usada por IBM para crear la "computadora en el cinto" con teclado. También en 1994, Mik Lamming y Mike Flynn en Xerox Europarc demostraron la No-Me-Olvides, dispositivo corporal que podía grabar interacciones con las personas y dispositivos y almacenar la información en una base de datos. Ésta interactuaba a través de transmisores inalámbricos en habitaciones y con el equipo para recordar quienes estaban, con quien se hablaba por teléfono, y los objetos que estaban en la habitación, permitiendo consultas como "¿Quién vino a mi oficina mientras yo estaba en el teléfono con Mark?". Al igual que con el sistema de Toronto, No-Me-Olvides no se basaba en una pantalla montada en la cabeza.
También en 1994, DARPA comenzó el Programa Modular Inteligente para desarrollar una aproximación "humionic" a las computadoras corporales y transportables, con el objetivo de producir una variedad de productos que incluyen ordenadores, radios, sistemas de navegación e interfaces hombre-máquina que tienen tanto uso militar y comercial. En julio de 1996 DARPA fue la sede del taller "Wearables en 2005", que reúne a la industria, la universidad y visionarios militares para trabajar en el tema común de la entrega de la computación al individuo. En agosto de 1996 Boeing organiza otra reunión, en la que los planes finalizaron con la creación de una nueva conferencia académica sobre la informática corporal. En octubre de 1997, la Universidad Carnegie Mellon, MIT y Georgia Tech fueron coanfitriones del Simposio Internacional sobre Computadoras Corporales de la IEEE en Cambridge, Massachusetts.

### 2000
En el 2002, como parte del Proyecto Cyborg de Kevin Warwick, la esposa de Warwick, Irena, llevaba un collar que se vinculada en forma electrónica al sistema nervioso de Warwick a través de un conjunto de electrodos implantados. El color del collar cambiaba de color rojo y azul dependiendo de las señales en el sistema nervioso de Warwick. Dr. Bruce H. Thomas y el Dr. Wayne Piekarski desarrollaron el sistema informático Tinmith para apoyar la realidad aumentada. Este trabajo fue publicado por primera vez a nivel internacional en 2000 en la conferencia ISWC. El trabajo se llevó a cabo en el Laboratorio de Computación Corporal en la Universidad de Australia del Sur.
A finales de 2000, varias empresas chinas comenzaron a producir teléfonos móviles en forma de relojes de pulsera, los descendientes de los que a partir de 2013 incluirían el i5 e i6, que son los teléfonos GSM con pantalla de 1,8 pulgadas, y el ZGPAX s5, un teléfono-reloj de pulsera que corre bajo Android.

### 2010
Los progresos en materia de normalización de IEEE, IETF y grupos de la industria (por ejemplo, Bluetooth) conducen a más diversidad de interconexión mediante las redes inalámbricas WPAN y WBAN.
Así mismo, la sexta generación iPod Nano tiene un accesorio de pulsera disponible para convertirlo en un ordenador portátil de pulsera.
Entre los desarrollos de la informática portátil hay avances en la Ingeniería de Rehabilitación, tratamiento de intervención ambulatoria, sistemas de protección y sistemas portátiles de defensa.
En el 2007 se funda Fitbit, la cual comercializa pulseras con seguidor de actividad.
Sony pone a la venta un reloj de pulsera compatible con Android (SmartWatch).

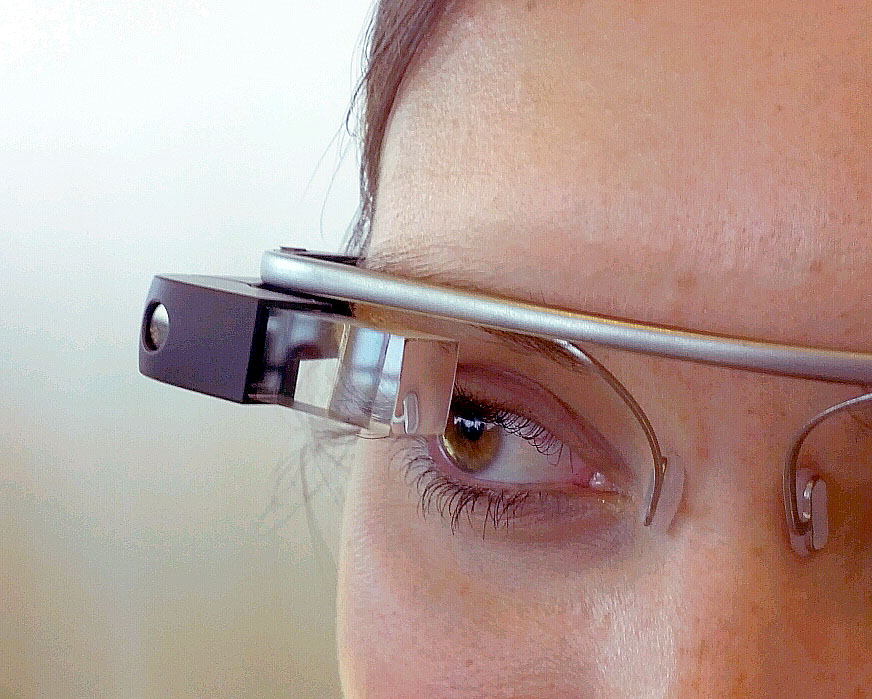
Google Glass, casco de realidad virtual de Google

En el 2013 Google Glass realiza pruebas avanzadas de su pantalla óptica acoplada a la cabeza, con miras a lanzarlo al mercado en el 2014.[actualizar] Google apunta a desarrollar un mercado de informática ubicua que muestra información en un formato de manos libres en un teléfono inteligente, que puede navegar por Internet vía comandos de voz en lenguaje natural.
Apple trabaja en un reloj inteligente que podría ser llamado "iWatch".
Rest Devices ha desarrollado el primer dispositivo portátil para bebés recién nacidos. Llamado Mimo, es un portátil enterizo que incluye tecnología de detección para monitorear cambios en la temperatura del bebé, movimiento o respiración.
En 2012 el inventor Mark Anthony Howe inventó una computadora portátil encubierta que se coloca sobre un diente en la boca. La Computadora Dental está diseñada para ganar el juego de la ruleta de forma encubierta y es operado al morder una placa que permite cronometrar los eventos que van ocurriendo. El ordenador de dientes calcula usando algoritmos y los nuevos datos y a continuación, retransmite los resultados predichos a través de una de estas dos opciones: la vibración en el diente o la transmisión de sonido a través de la dentadura, la mandíbula y el conducto auditivo, lo que permite al jugador realizar apuestas en el área correcta de la rueda.
Jorge & Esther ganaron el Premio del Jurado en la categoría estética en el 17 Simposio Internacional de Computadoras Corporales por su Colección Lüme en septiembre de 2013. La Colección Lüme es una serie de prendas que incorporan un microcontrolador Atmel y comunicación por Bluetooth que le permite al portador cambiar la iluminación de la prenda desde un teléfono inteligente.
Apple Vision Pro 2024.

## Comercialización

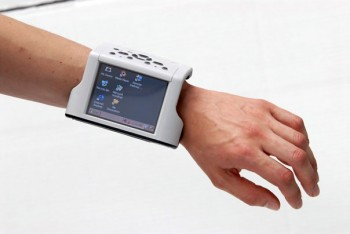
Widget con tecnología que mide i controla el cuerpo.

La comercialización de ordenadores portátiles de uso general, ha sido liderada por empresas tales como Xybernaut, CDI y VIA Inc. con un éxito limitado. Xybernaut intentó forjar alianzas con empresas como IBM y Sony para promover la computación portátil, pero sin éxito. En 1998 Seiko comercializó el Ruputer, un ordenador reloj de pulsera, con una mediocre aceptación. En 2001 IBM desarrolló y mostró públicamente dos prototipos para un ordenador de pulsera funcionando con Linux. En 2002 Fossil Inc. anunció el Fossil Wrist PDA, que corría bajo Palm OS. Su fecha de lanzamiento fue fijada para el verano de 2003, pero se retrasó varias veces y finalmente fue puesto a disposición el 5 de enero de 2005. Timex Datalink es otro ejemplo de un práctico ordenador portátil. Hitachi, Ltd. lanzó un ordenador portátil llamado Poma en el año 2002. Eurotech ofrece el ZYPAD, un ordenador de muñeca portátil con pantalla táctil GPS, Wi-Fi y Bluetooth y que puede ejecutar varias aplicaciones. En 2013, un dispositivo de computación portátil en la muñeca para control de la temperatura corporal fue desarrollado en el MIT.
El escaso interés que genera la computadora portátil y la débil aceptación del mercado es evidente, por ejemplo, en la experiencia de Panasonic Computer Solutions, cuyos productos no han logrado atraer compradores. Panasonic se ha especializado en computación móvil con su línea de Toughbook por más de 10 años. En 2002, Panasonic presentó una computadora corporal llamada Brick Computer junto con una pantalla táctil de mano. La Brick podía comunicarse de forma inalámbrica a la pantalla y, al mismo tiempo, podía comunicarse de forma inalámbrica a Internet u otras redes.
Google ha anunciado que trabaja en un dispositivo de "realidad aumentada" basado en una pantalla en la cabeza llamado Gafas Google. Actualmente está disponible para ciertos desarrolladores selectos, y saldrá a la venta al público a finales del 2013.

## Usos Militares

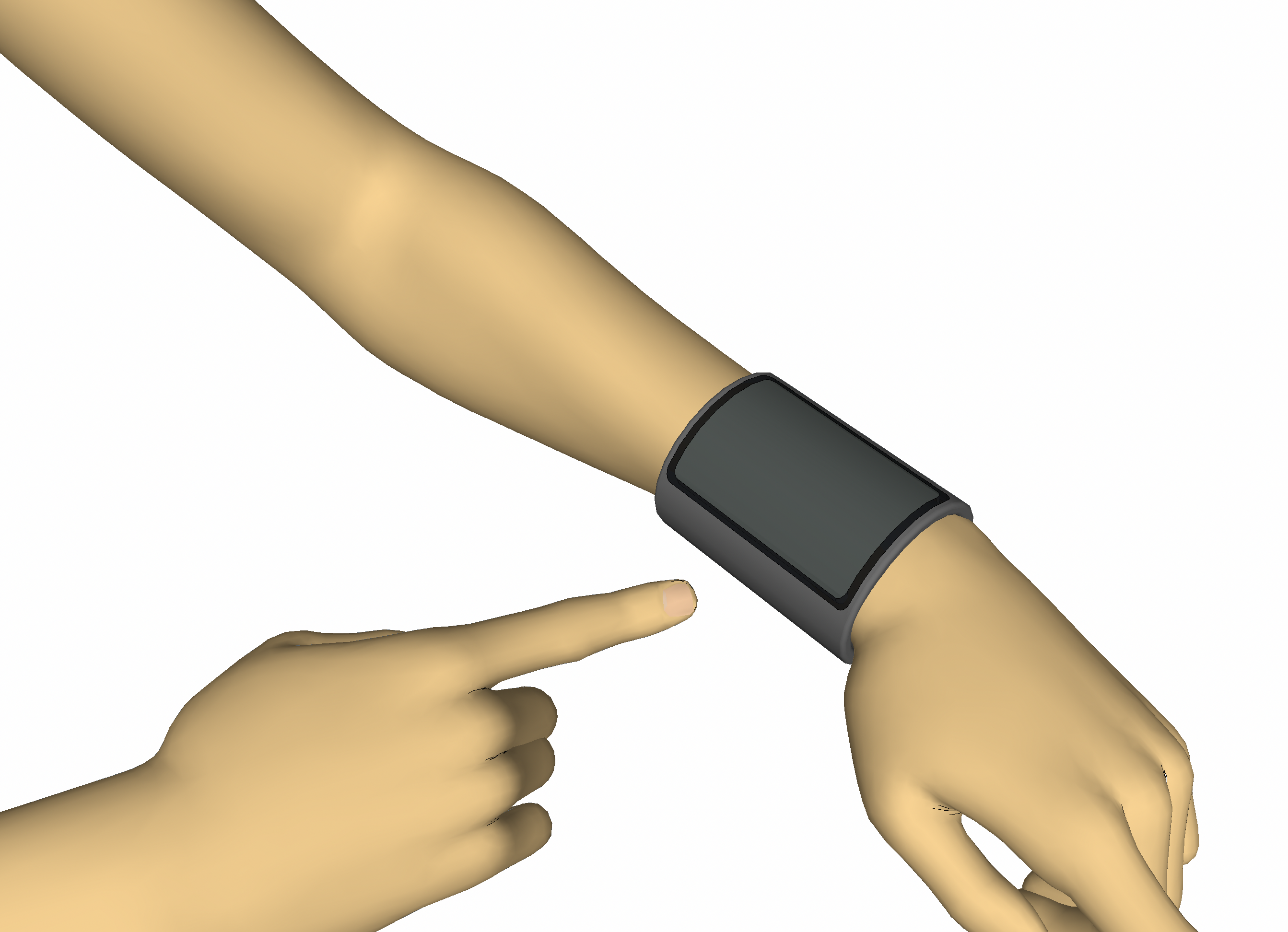
Computadora con pulsera inteligente.

El ordenador corporal se introdujo en el ejército de Estados Unidos en 1989. Era una pequeña computadora que estaba destinada a ayudar a los soldados en el campo de batalla. Desde entonces este concepto ha crecido en el programa Tierra Actual de Guerrero y propuesto para sistemas futuros. El más amplio programa militar en el área corporal es el sistema Land Warrior del Ejército de EE. UU., que con el tiempo se fusionaría con el sistema "Future Force Warrior".